# Jeppe Moulijn
Jeppe Moulijn (1972) is een Nederlandse dirigent en componist.

## Loopbaan
Moulijn studeerde orkestdirectie bij Ed Spanjaard en Jac van Steen aan het Koninklijk Conservatorium in Den Haag. Hij studeerde af met een gastdirectie bij het Radio Symfonie Orkest. Na zijn studie volgde Moulijn masterclasses in Moskou bij Jorma Panula en in Engeland bij George Hurst en Diego Masson. Hij was de enige Nederlandse deelnemer aan de Kondrashin dirigenten-masterclass in 2000, waar hij gewerkt heeft met Peter Eötvös, Eri Klas en Ton Koopman. In 2003 was Moulijn finalist in het internationale Prokofiev-concours voor jonge dirigenten in Sint-Petersburg, waarbij hij het Sint-Petersburgs Philharmonisch Orkest dirigeerde. Hij voltooide zijn opleiding met 3 jaar studie bij Daniele Gatti in Florence.
Compositie studeerde Moulijn bij Diderik Wagenaar en muziekwetenschappen aan de Universiteit Utrecht. Theorie en instrumentatie studeerde hij bij respectievelijk Theo Verbey en Louis Andriessen.
Naar aanleiding van zijn afstudeerdirectie met het Radio Symfonie Orkest werd hem de Kersjes van de Groenekan Prijs toegekend. Daarnaast werd Moulijn assistent-dirigent bij het Nederlands Balletorkest, mogelijk gemaakt door de toekenning van de Bernard Haitinkbeurs aan hem en dit orkest. Hij maakte zijn professionele debuut met een ensemble rond Isabelle van Keulen in Stravinsky’s Histoire du Soldat.
Bij het Nederlands Balletorkest dirigeerde hij vele voorstellingen met Het Nationale Ballet en het Nederlands Dans Theater, onder meer de Notenkraker, het Zwanenmeer en Doornroosje van Tsjaikovski, Assepoester van Prokovjev en Le Sacre du printemps van Stravinsky. Aansluitend was hij van 2001 tot 2003 muzikaal leider van Het Nationale Ballet. Verder dirigeerde hij onder meer het Radio Symfonie Orkest, het Metropole Orkest, het Orchestre Symphonique de Dijon en het Noordhollands Philharmonisch Orkest, het Limburgs Symfonie Orkest, Musica Ducis (voorheen het Brabants Kamerorkest), het Maarten Altena Ensemble en Slagwerkgroep Den Haag.
Ook heeft Moulijn een aantal studenten- en amateurorkesten gedirigeerd: van 1993 tot 2004 het Nederlands Strijkers Gilde (met als repertoire muziek van de 20e en 21e eeuw), vijf jaar lang het Leids Studenten Koor en Orkest Collegium Musicum en van 2000 tot 2007 het UvA-Orkest J. Pzn Sweelinck, welke periode hij afsloot met de première van zijn eigen vioolconcert. Sinds 2005 leidt hij het Naardens Kamerorkest en sinds 2006 Twents Jeugd Symfonie Orkest, sinds 2007 het Toonkunst Orkest Leiden en sinds september 2008 het Rotterdams Jeugd Symfonie Orkest en Rotterdams Jeugd Orkest. Daarnaast leidt hij het mede door hem opgerichte orkest Oberon, dat zich toelegt op muziektheaterproducties. Sinds 2008 is Moulijn ook dirigent van het Oost-Nederlands Symfonieorkest.
Moulijn dirigeerde de wereldpremière van de opera Lettre de Cachet van Hans Koolmees en een productie van Milhauds Opéra-Minutes bij de operaklassen van de conservatoria van Den Haag en Amsterdam. Hij leidde producties van Die Zauberflöte van Mozart in 2002 (gezelschap 'Persephone') en 2005 (Opera Studio Nederland). In 2004 was hij assistent-dirigent bij een productie van The Death of Klinghoffer van John Adams bij het Rotterdams Philharmonisch Orkest en het Onafhankelijk Toneel. Bij dit laatste gezelschap leidde hij in 2005 de productie Orfeo Intermezzi.
Naast het dirigeren wordt het componeren steeds belangrijker voor Moulijn. Zijn componeerstijl is toegankelijk en expressief. Naar eigen zeggen[1] laat hij zich inspireren door de muziek van Mahler, Berg, Ravel, Britten, Takemitsu en Adams. Veel van zijn composities zijn getoonzette gedichten, van onder meer W.B. Yeats, Walt Whitman, D.H. Lawrence en J.J. Slauerhoff. Ook orkestreerde hij een aantal liederen van de Nederlandse componiste Anna Cramer.

## Lijst van gecomponeerde werken
- Songs of Oblivion (1995-1999), voor mezzosopraan, tenor en orkest op teksten van D.H. Lawrence. Première: december 2003, Beurs van Berlage in Amsterdam door het UvA-Orkest J. Pzn Sweelinck met Margriet van Reisen, mezzosopraan en André Post, tenor o.l.v. Jeppe Moulijn.
- Archipel (2002), voor sopraan, fluit (ook piccolo, alt-- en basfluit) en strijkers op teksten van Slauerhoff. Première: juli 2003, door het Nederlands Strijkers Gilde met Violet Serena Noorduyn, sopraan en Tim Wintersohl, fluit o.l.v. Jeppe Moulijn.
- Songs of Twilight (2004) voor kamerkoor, groot gemengd koor en orkest, geschreven in opdracht van het Leids Studenten Koor en Orkest Collegium Musicum. Première: door koor en orkest van LSKO Collegium Musicum o.l.v. Gilles Michels en Quentin Clare.
- Soms in de Schemering (2005) voor sopraan, hobo (althobo), altviool, cello en harp op tekst van Louise Mellema, geschreven in opdracht van het internationale kamermuziekfestival op Schiermonnikoog. Première aldaar in 2005.
- Vioolconcert (2007). Première juni 2007 in het Amsterdamse Concertgebouw door Joris van Rijn, viool en het UvA-Orkest J. Pzn Sweelinck o.l.v. Jeppe Moulijn.